# Circuit de Kyalami
El Circuit de Kyalami (en anglès, Kyalami Circuit) és un circuit de curses situat a Midrand (província de Gauteng), al nord de Johannesburg, Sud-àfrica. Va acollir vint edicions del Gran Premi de Sud-àfrica de Fórmula 1 del 1967 al 1993, quatre del Gran Premi de Sud-àfrica de motociclisme del 1983 al 1992 i set rondes del Campionat del Món de Superbike del 1998 al 2010. El nom prové de l'expressió zulú Khaya lami 'la meva terra'.

## Història

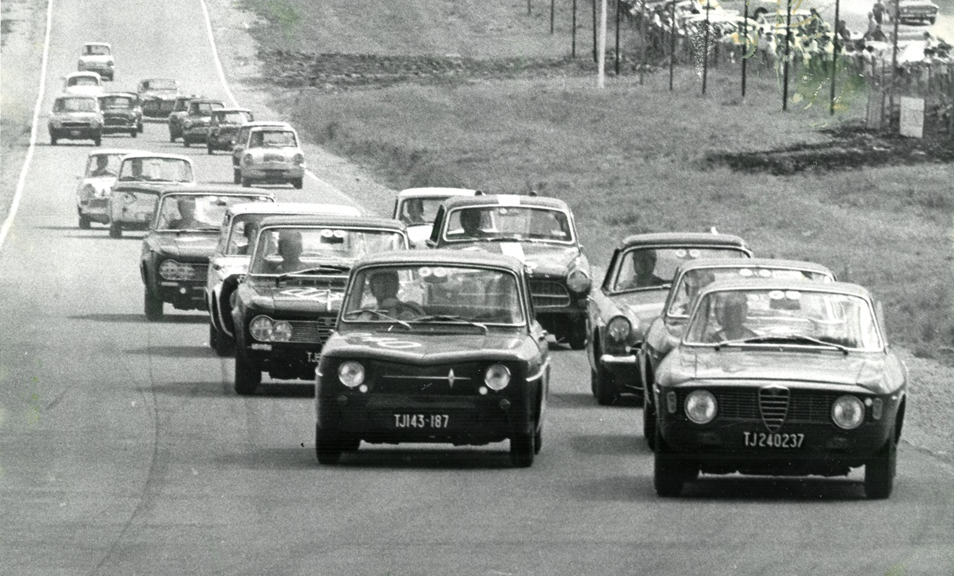
Una cursa de cotxes de producció a Kyalami el 1966

Inaugurat el 4 de novembre de 1961, el circuit es va convertir aviat en el més important del país i un dels més moderns del món, tant, que Jackie Stewart en va elogiar públicament la seguretat i eficàcia en cas d'accident.
El 1977, Kyalami va ser l'escenari de la mort del comissari de pista Frederik Jansen van Vuuren, un estudiant neerlandès de 19 anys que va ser colpejat pel Shadow de Tom Pryce, qui, al seu torn, va ser colpejat i mort per l'extintor que portava el comissari.
L'única edició del Gran Premi que no va ser vàlida per al mundial va ser la de 1981 a causa de la guerra FISA-FOCA. Els equips "lleials" Ferrari, Renault, Alfa Romeo, Ligier-Matra, Osella i el nouvingut Toleman-Hart no es van presentar a Sud-àfrica, mentre que Arrows, Brabham, Ensign, Fittipaldi, Ligier, Lotus, McLaren, RAM, Tyrrell i Williams hi eren presents, als quals s'hi va afegir també l'ATS. Després d'aquesta cursa es va signar el Pacte de la Concòrdia, que preveia la supressió dels "Body kits" i la participació a les proves d'un màxim de 30 cotxes, 12 de "lleials" i 18 dels fabricants; aquest pacte, tot i que actualitzat, encara regula de facto la Fórmula 1.

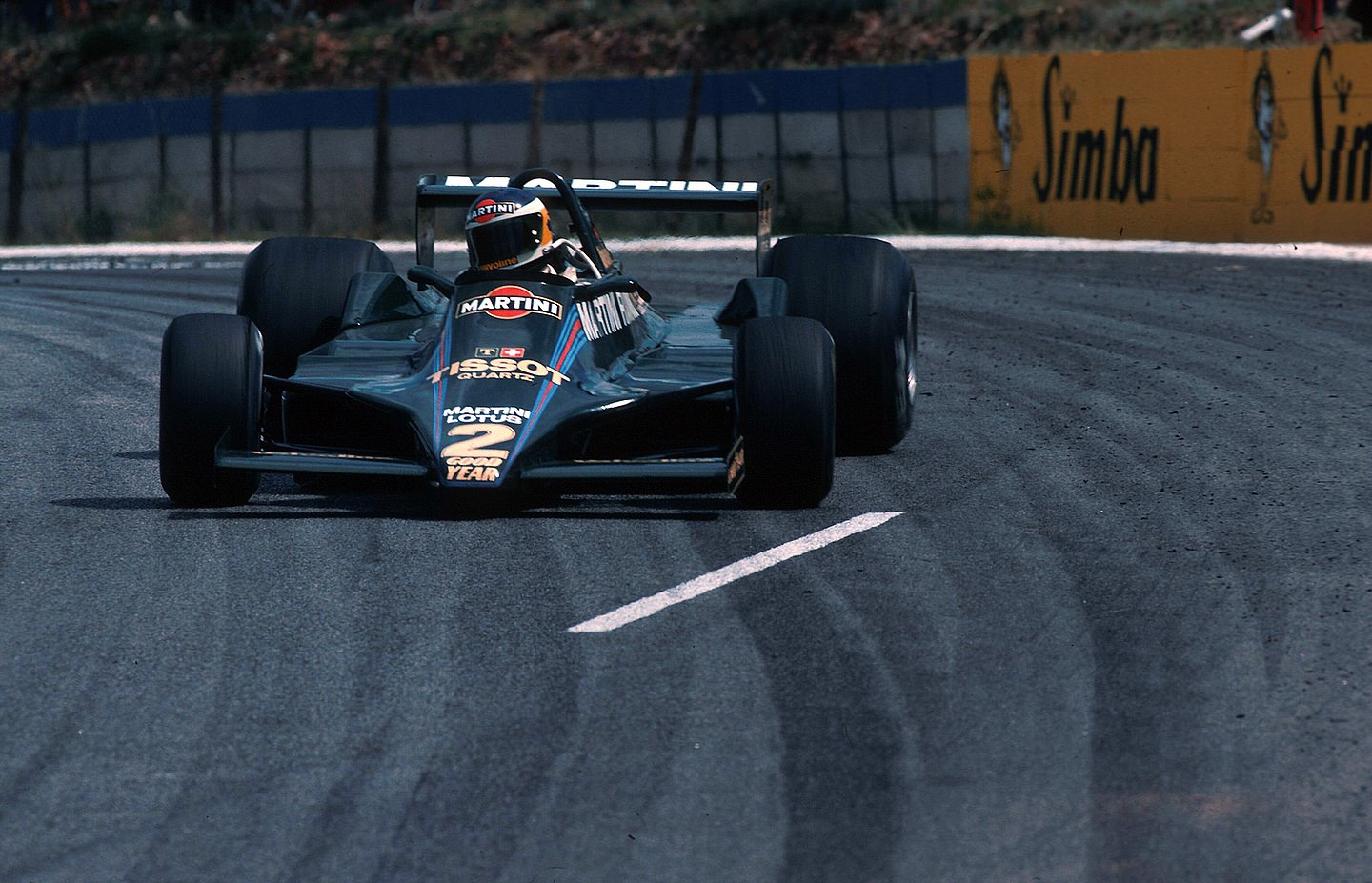
Carlos Reutemann al GP de

A causa de l'apartheid, la Fórmula 1 i el mundial de motociclisme van decidir deixar de córrer a Sud-àfrica i, per tant, el circuit es va abandonar el 1986. A començaments de la dècada del 1990, després que la situació política del país s'hagués estabilitzat, es tornà a parlar d'un Gran Premi de Sud-àfrica, que va tornar al calendari els anys 1992 i 1993. El traçat, però, ja no era el mateix: a causa d'una situació de crisi econòmica derivada de les tensions polítiques prèvies, els organitzadors, per tal d'aconseguir fons, havien decidit de vendre els terrenys on es trobava la recta de boxs i el circuit va quedar reestructurat al terreny de sota, de valor econòmic més pobre, amb un traçat molt més lent i una mica més llarg que l'original. A més, es recorria en sentit contrari a les busques del rellotge, mentre que l'anterior seguia el sentit horari. Curiosament, Nigel Mansell, que havia guanyat la darrera edició a la pista antiga, també va guanyar la primera a la nova; a més d'ell, Alain Prost també va aconseguir guanyar en les dues configuracions de la pista.
Durant els últims anys, la rodalia del traçat s'ha transformat en un suburbi residencial i d'ús industrial de Johannesburg. A començaments de la dècada del 2010, l'equipament va ser comprat per Toby Venter,  director general de Porsche Sud-àfrica, que en va iniciar la renovació, incloent alguns canvis en el traçat que van portar la longitud de la pista a 4.522 metres.

## Característiques

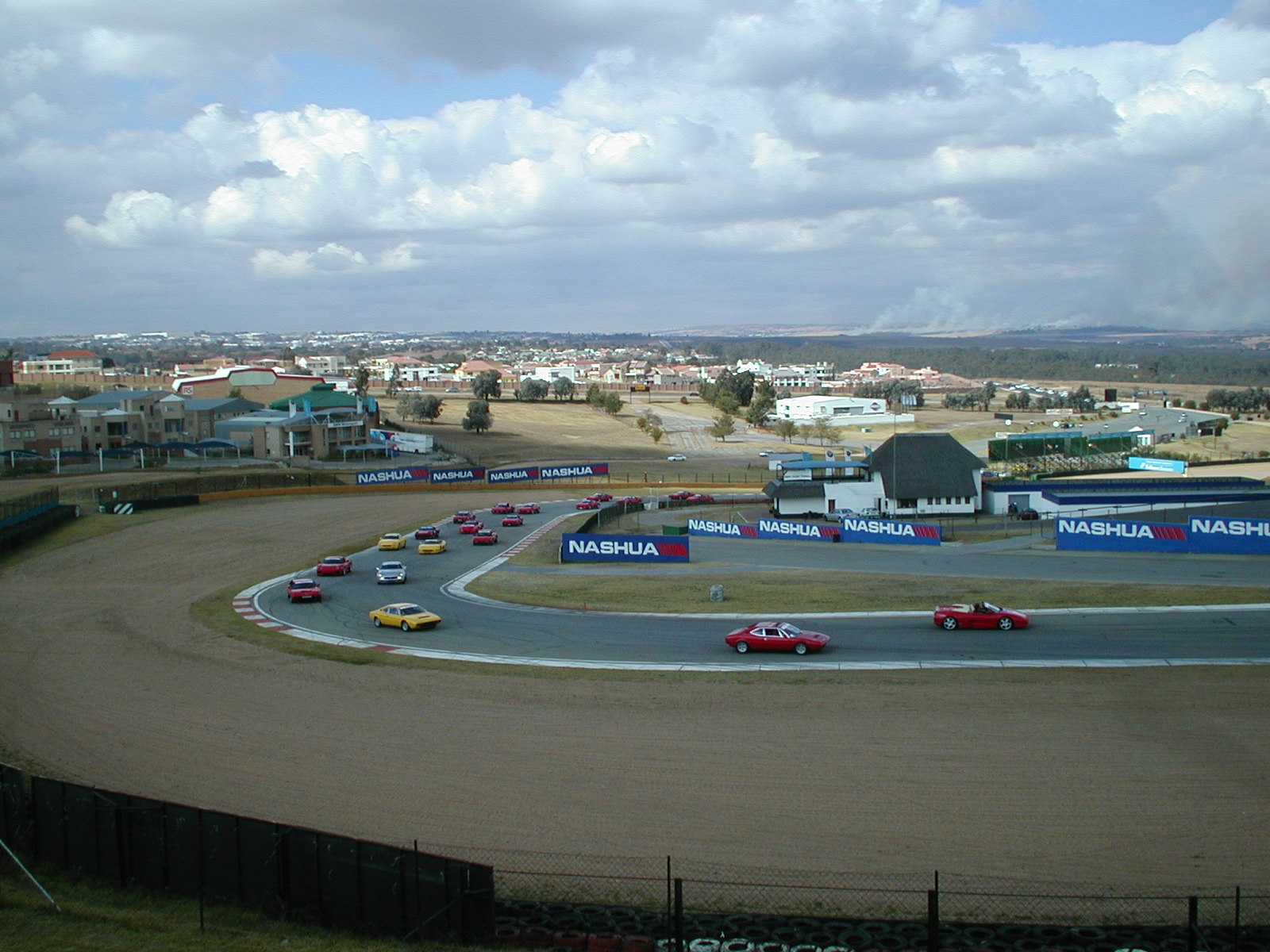
Cursa de Ferraris a Kyalami el 2004

Situat a 1.500 metres sobre el nivell del mar i amb una longitud de 4,104 km, Kyalami era un circuit ràpid que posava en relleu tant el motor del cotxe com les habilitats de conducció del pilot.
Després de la recta inicial hi havia el desafiant revolt Crowthorn, seguit d'una sèrie de revolts ràpids que s'acabaven amb el lent ClubHouse; la pista baixava després amb l'exigent conjunt The Esses i tot seguit tornava a pujar amb la forquilla de Leeukep, seguida del rapidíssim semirevolt The Kink que portava de nou a la recta inicial.
Les modificacions aplicades al traçat després de la venda dels terrenys on es trobava la recta de boxs van donar lloc a un circuit que va quedar literalment "a l'inrevés" al terreny de sota. El resultat va ser un traçat molt més lent i una mica més llarg que l'original, amb 4,261 km de longitud. Mentre que la pista antiga es recorria en sentit horari, la nova seguia el sentit contrari a les busques del rellotge.

### Historial del traçat

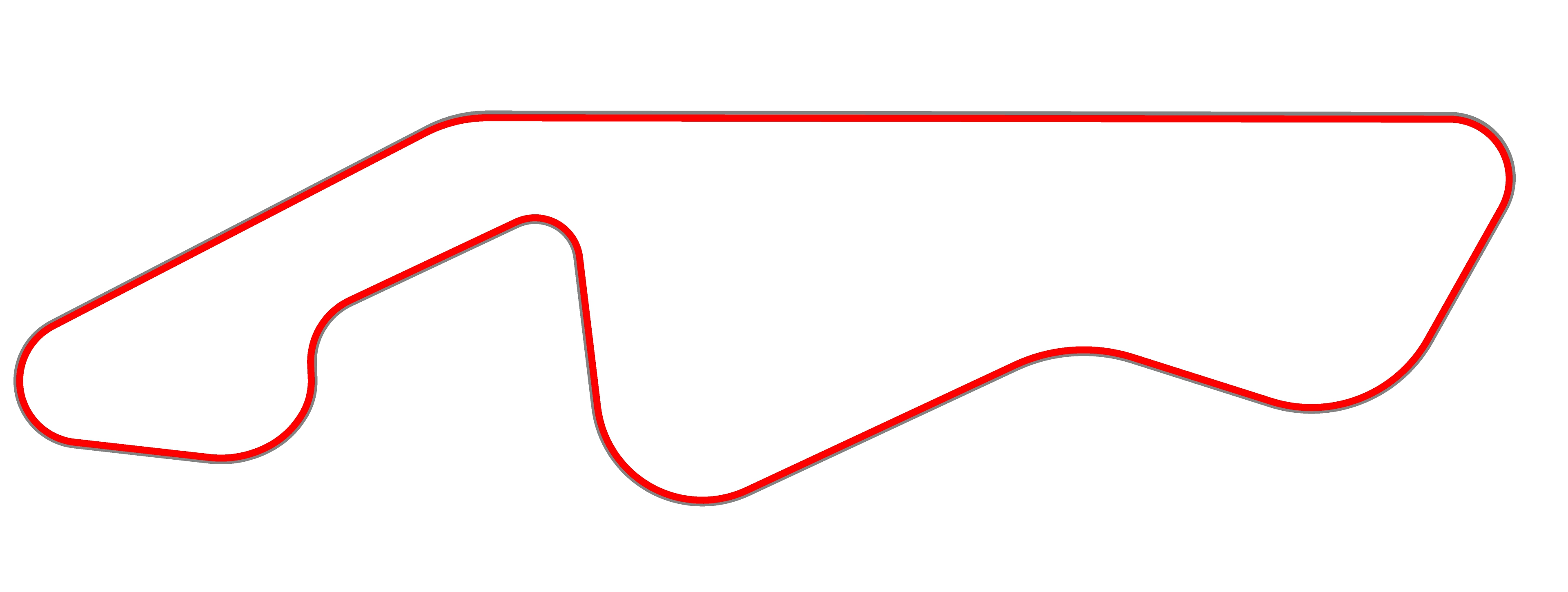
En vermell: El traçat original construït el 1961 (4,094 km)
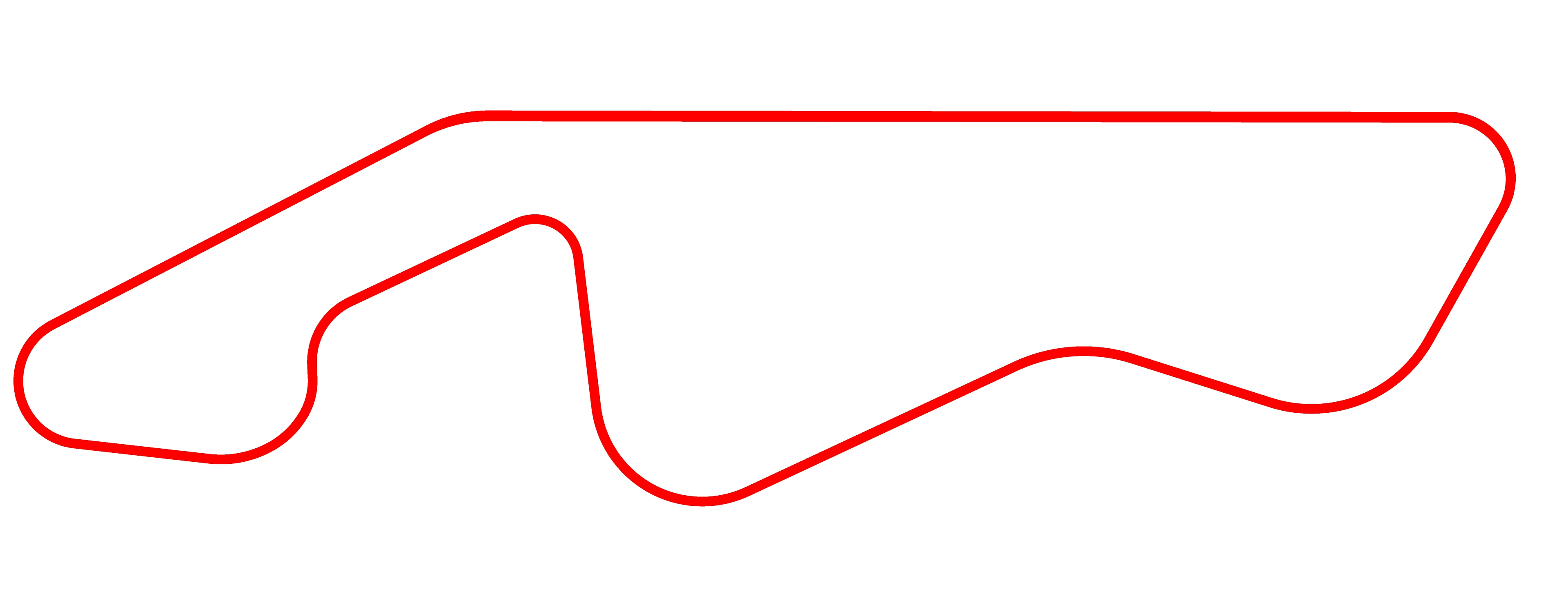
En vermell: El traçat eixamplat el 1968 (4,104 km)
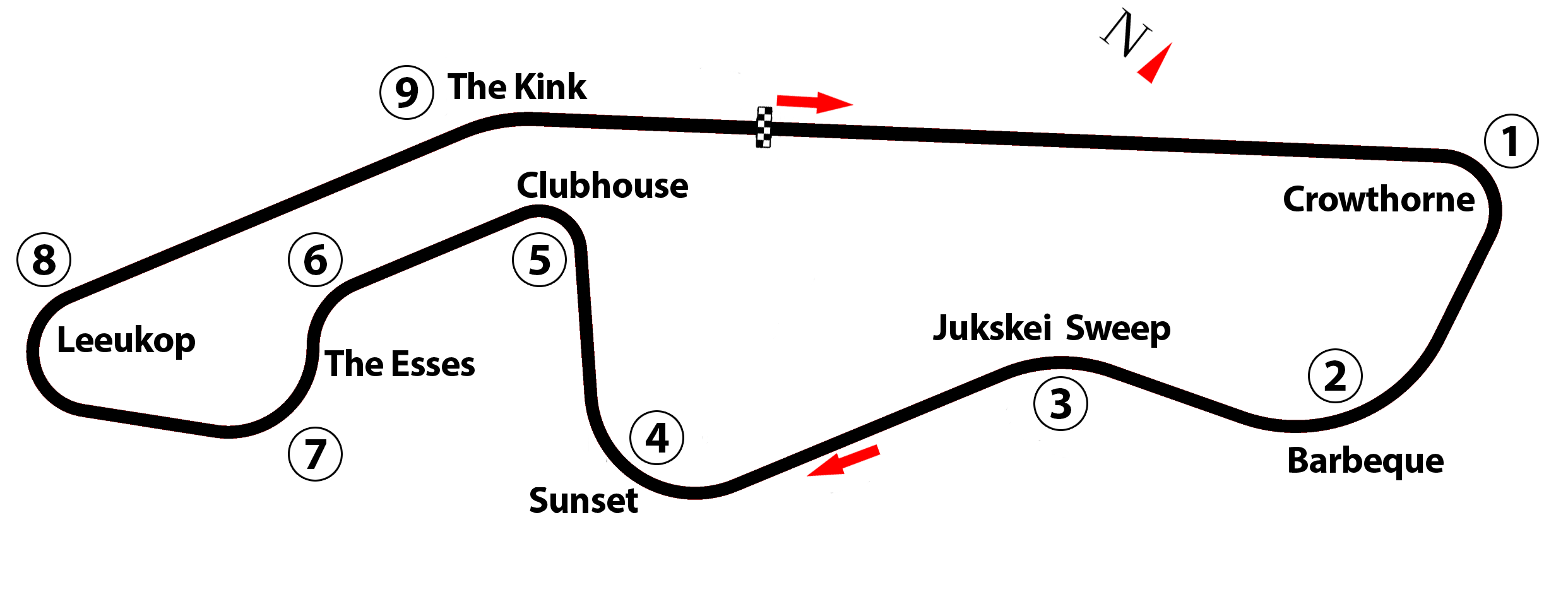
Circuit de Gran Premi (1968–1988)
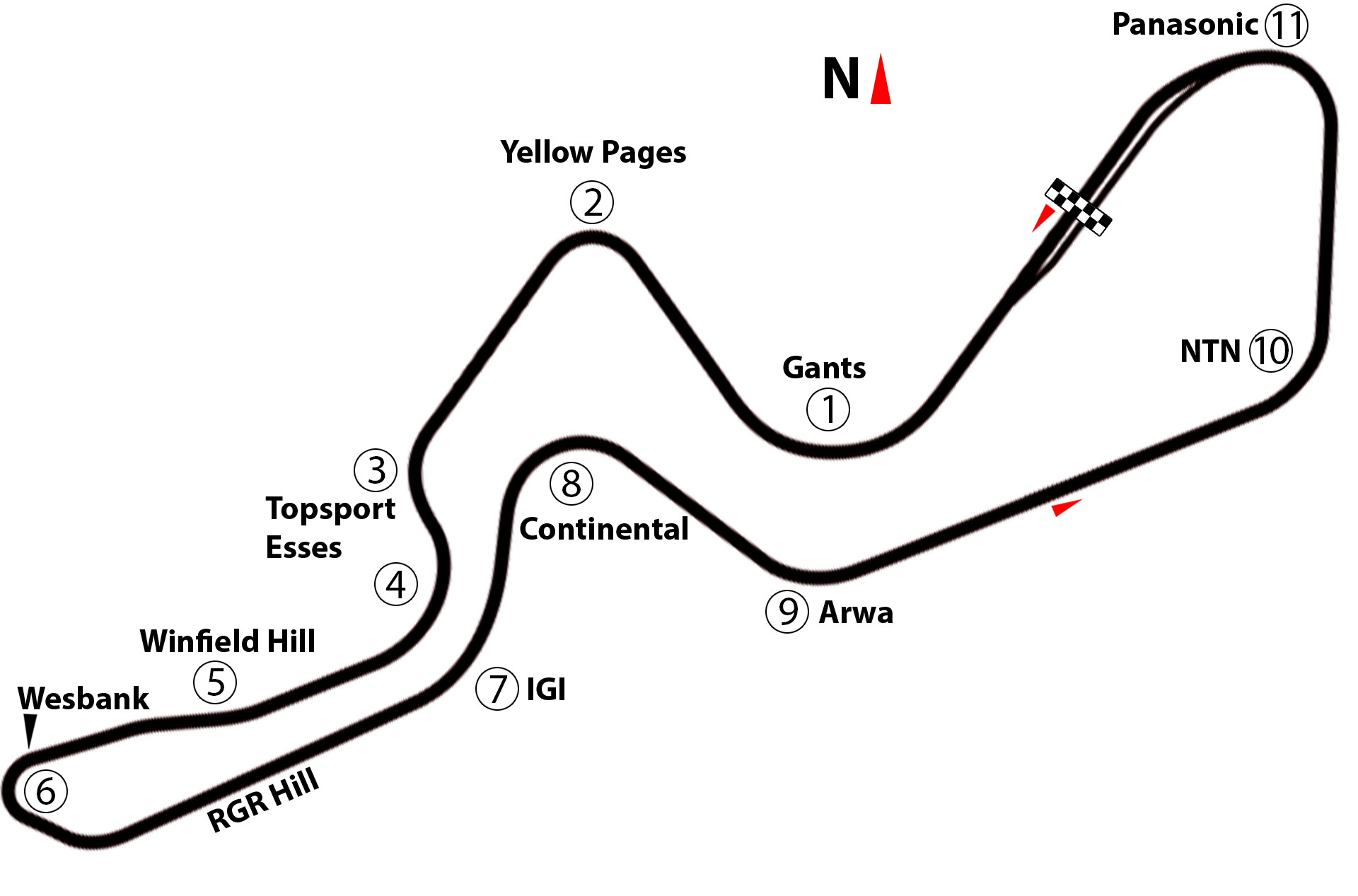
Circuit de Gran Premi (1988–1991)
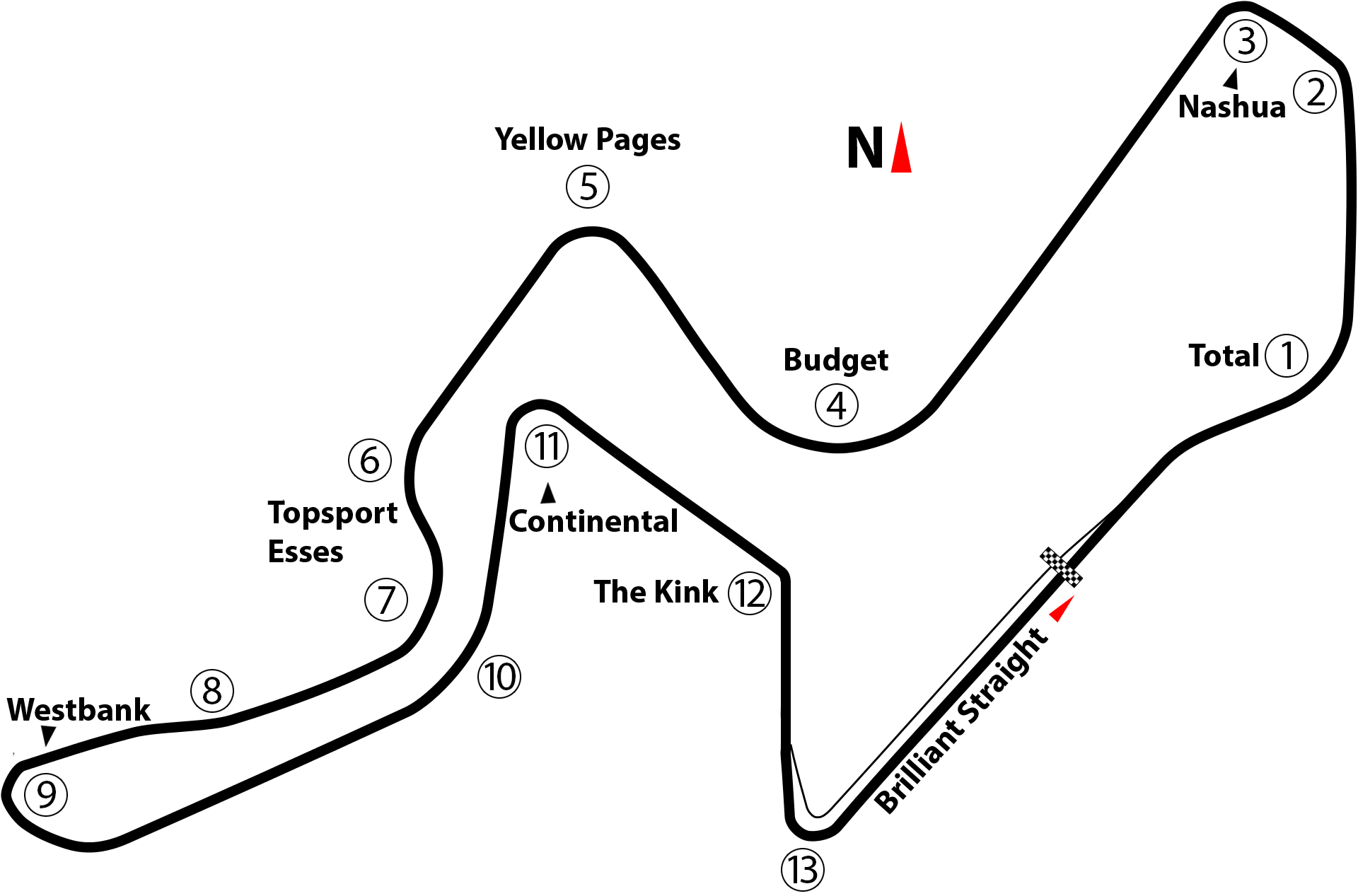
Circuit de Gran Premi (1992–1993, 2009–2015)
Circuit de Gran Premi (1994–2008)
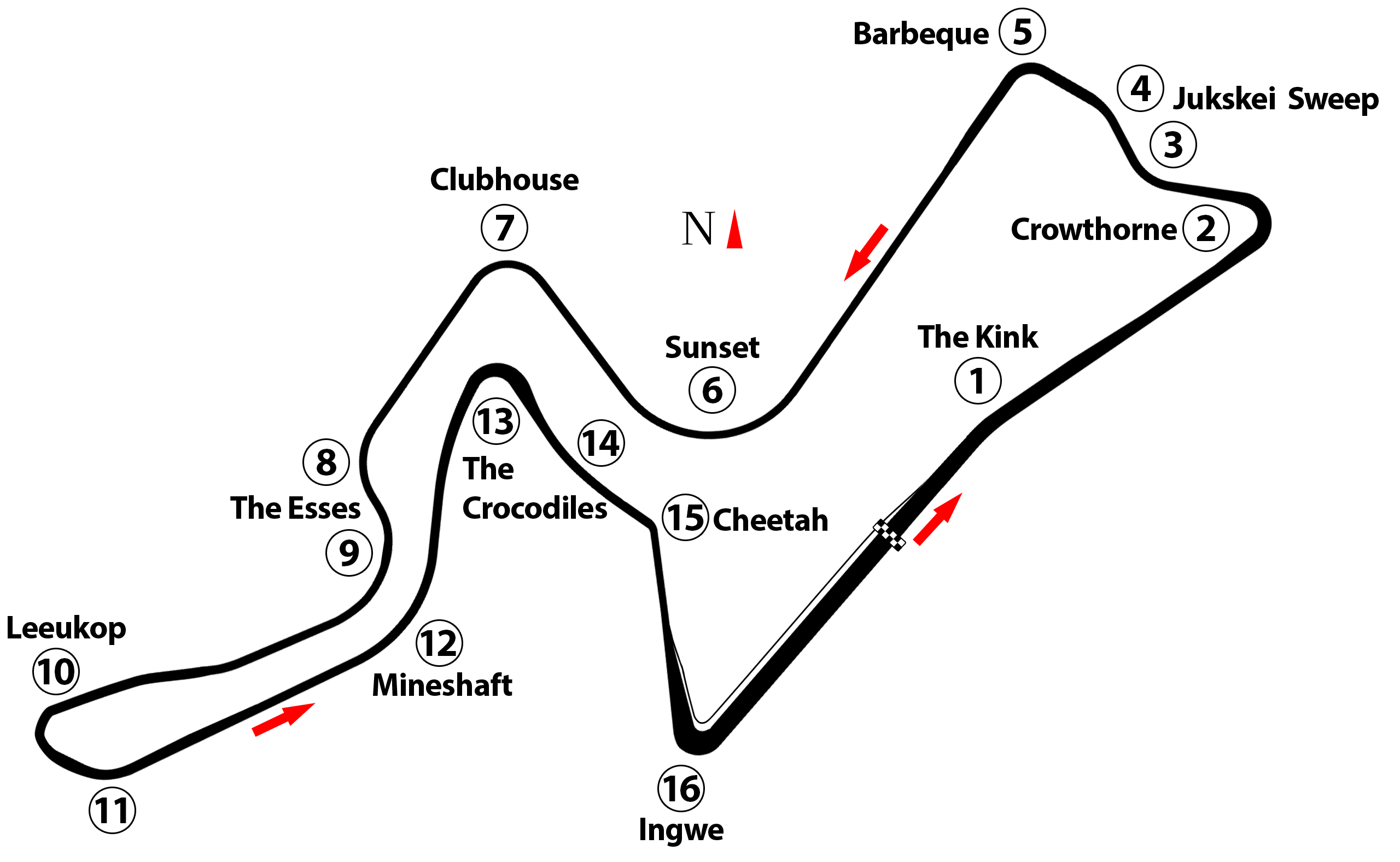
Circuit de Gran Premi (2015–actualitat)

## Guanyadors del GP de Sud-àfrica de F1
| Any  | Pilot             | Equip              | Resultats |
| ---- | ----------------- | ------------------ | --------- |
| 1993 | Alain Prost       | Williams - Renault | Resultats |
| 1992 | Nigel Mansell     | Williams - Renault | Resultats |
| 1985 | Nigel Mansell     | Williams - Honda   | Resultats |
| 1984 | Niki Lauda        | McLaren - TAG      | Resultats |
| 1983 | Riccardo Patrese  | Brabham - BMW      | Resultats |
| 1982 | Alain Prost       | Renault            | Resultats |
| 1980 | René Arnoux       | Renault            | Resultats |
| 1979 | Gilles Villeneuve | Ferrari            | Resultats |
| 1978 | Ronnie Peterson   | Lotus - Ford       | Resultats |
| 1977 | Niki Lauda        | Ferrari            | Resultats |
| 1976 | Niki Lauda        | Ferrari            | Resultats |
| 1975 | Jody Scheckter    | Tyrrell - Ford     | Resultats |
| 1974 | Carlos Reutemann  | Brabham - Ford     | Resultats |
| 1973 | Jackie Stewart    | Tyrrell - Ford     | Resultats |
| 1972 | Denny Hulme       | McLaren - Ford     | Resultats |
| 1971 | Mario Andretti    | Ferrari            | Resultats |
| 1970 | Jack Brabham      | Brabham - Ford     | Resultats |
| 1969 | Jackie Stewart    | Matra - Ford       | Resultats |
| 1968 | Jim Clark         | Lotus - Ford       | Resultats |
| 1967 | Pedro Rodríguez   | Cooper - Maserati  | Resultats |